# Wimpassing (Gemeinde Lengau)
Wimpassing ist ein Dorf und eine Ortschaft im südlichen Teil der Gemeinde Lengau im Bezirk Braunau in Oberösterreich mit 186 Einwohnern (Stand 1. Jänner 2024). Der Name dürfte sich von „windischen“ Holzfällern ableiten, die sich zur Rodung der umliegenden Wälder dort ansiedelten.

## Dorfbrunnen
Bemerkenswert ist der alte, gegrabene „Dorfbrunnen“: Bis in die 1960er Jahre wurde mittels Eimer und Seilwinde Trinkwasser geschöpft. Er ist immer noch in Betrieb (elektrische Pumpe).

## Holzhäuser
Von den ca. 300 Jahre alten hölzernen Bauernhäusern sind noch zwei erhalten. Bei einem wird der Stall zur Shagy Araberzucht genutzt, auf dem Dach des anderen befindet sich eine der ersten Photovoltaikanlagen der Gemeinde Lengau.